# Водоспад
Водоспа́д — падіння водного потоку річки з уступу; гідрологічний об'єкт, створений постійним водним потоком, зазвичай річки, який спадає зі стійкого до ерозії кам'яного уступу. Водоспади можуть бути також штучними, коли їх створюють як частину садово-паркового мистецтва.

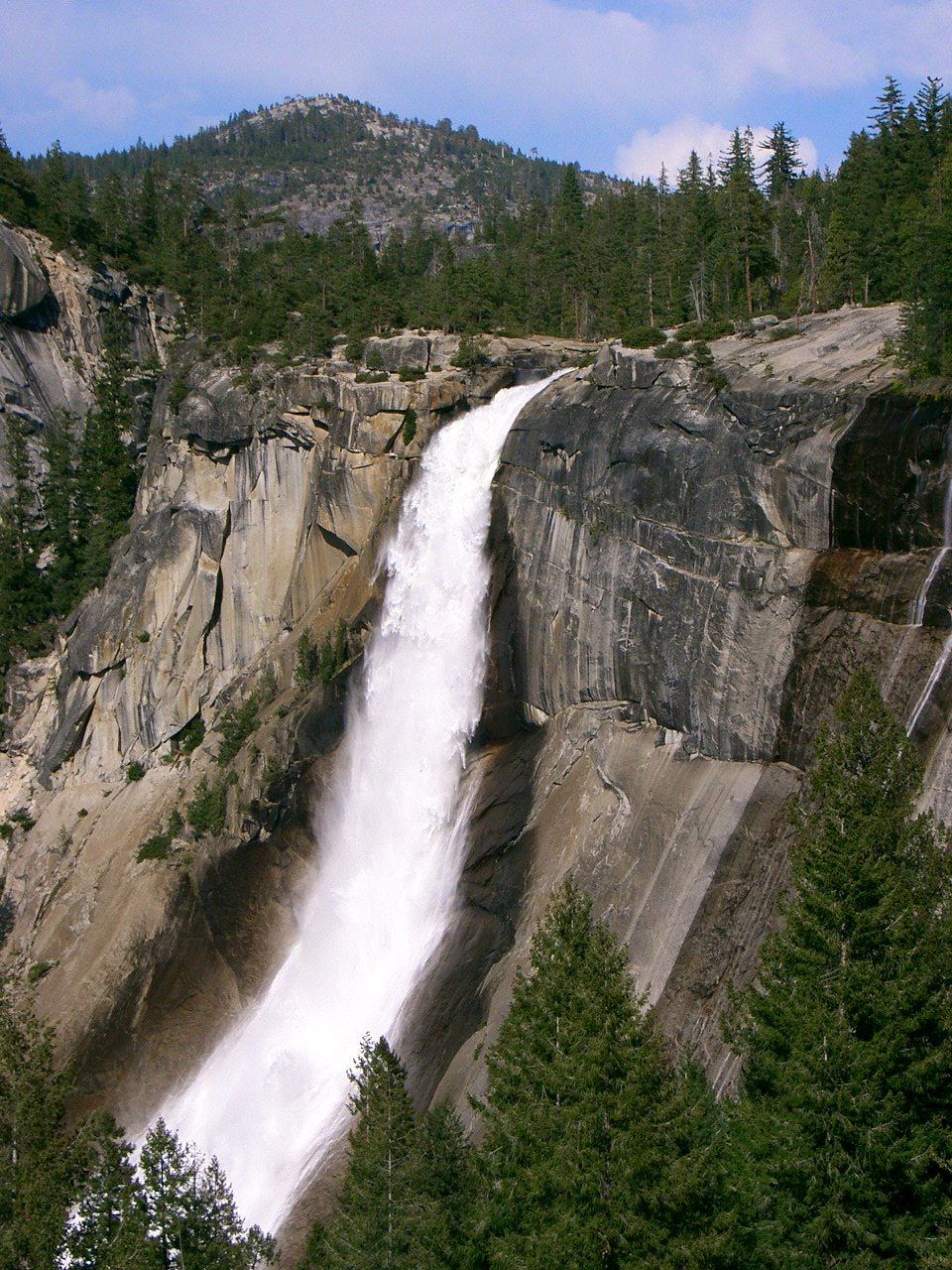
Водоспад Невада (США)

Більшість водоспадів формуються в гірських ландшафтах унаслідок багаторічного впливу води на геологічну структуру. Водоспад може бути також результатом відносно раптових геологічних процесів, наприклад, там, де русло річки зазнає раптових або катастрофічних змін (землетрус, вулканічна діяльність, зсув ґрунту тощо).

## Типи водоспадів
- Блок — вода спадає відносно широким потоком (стосується здебільшого невеликих річок).
- Каскад — вода спадає з серії кам'яних уступів.
- Катаракт — великий водоспад, де вода падає широким фронтом з порівняно невеликої висоти. Наприклад, відомі 6 катарактів Нілу.
- Падун — вода падає по стрімкому скелястому річищі на значному протязі.
- Жолоб — велика кількість води проривається через вузький вертикальний прохід у гірських породах.
- Віяло — вода потоку розширюється перед уступом по горизонталі, проте залишається у контакті з основним потоком води.
- Хвощ — вода розподіляється на струмені, які контактують з основним потоком води.
- Пірнаючий — вода опускається вертикально, втрачаючи контакт з поверхнею корінних порід.
- Сегментований — основний потік розчленовується на окремі потоки води, які самостійно спадають з уступу.
- Лійкоподібний — вода спускається у звужену форму, а потім прозтікається в ширшому басейні.
- Капливці — водоспади маловодних потоків, які більшу частину року зриваються з уступу краплями.[1].

## 10 найвищих водоспадів світу
| Назва водоспаду                     | Висота м | Країна                  | Річка           |
| ----------------------------------- | -------- | ----------------------- | --------------- |
| Анхель (ісп. Ángel)                 | 979      | Венесуела               | Чурун           |
| Туґела (англ. Tugela)               | 948      | ПАР                     | Туґела          |
| Три Сестри (ісп. Tres Hermanas)     | 914      | Перу                    | Ріо-Кутевіріні  |
| Олоупена (англ. Olo'upena)          | 900      | США (Гавайські острови) | безіменна       |
| Юмбілла (ісп. Yumbilla)             | 896      | Перу                    | регіон Амазонас |
| Віннуфоссен (норв. Vinnufossen)     | 865      | Норвегія                | Вінну           |
| Скорґа (норв. Skorga, Skorgafossen) | 864      | Норвегія                | Скорґа          |
| Пу'ука'оку (англ. Pu'uka'oku Falls) | 840      | США (Гавайські острови) | безіменна       |
| Джеймс Брюс (англ. James Bruce)     | 840      | Канада                  | безіменна       |
| Браун (англ. Browne)                | 836      | Нова Зеландія           | безіменна       |

## Водоспади України
- Найвищий каскад водоспадів (бл. 20 шт.) — Дзембронські водоспади (Смотрицькі), сумарна висота бл. 100 м.
- Найвищий водоспад України — Учан-су, висота 98 м. (Кримські гори).
- Найвищий водоспад Українських Карпат — Прутський, повна висота 80 м.
- Найвищий однокаскадний водоспад Українських Карпат — Ялинський, висота бл. 26 м.
- Найвищий рівнинний водоспад України — Червоногородський, висота 16 м.
- Найширший водоспад України — Вчелька, ширина 40 м.

### Деякі інші водоспади
- Бориславський водоспад — на р. Тисмениця, у м. Борислав Львівської області
- Бухтівецький водоспад — на р. Бухтівець, у с. Букове, Надвірнянський район, Івано-Франківська область
- Гуркало — Сколівський район Львівської області
- Дзвінка — с. Соколовиця, Надвірнянський район, Івано-Франківська область
- Джур-Джур (водоспад) — Кримський півострів
- Лужківський водоспад — у Косівському районі Івано-Франківської області
- Джурла (водоспад) — Кримський півострів
- Сукільські водоспади — с. Сукіль в Долинському районі (Болехівська міськрада) Івано-Франківської області
- Сучавський Гук — Путильський район Чернівецької області, в селі Шепіт
- Лихий — біля с. Костилівка, Рахівський район, Закарпатська область
- Женецький Гук — на потоці Женець біля сіл Микуличин і Татарів (Надвірнянський район, Івано-Франківська область)
- Кам'янський — Сколівський район Львівської області
- Підгуркало — с. Ріпне, Рожнятівський район, Івано-Франківська область
- Лазний— на потоці Лазний с. Довге Дрогобицький район Львівської області
- Малієвецький водоспад — у с. Маліївці Хмельницької області.[5]
- Пробій — м. Яремче Івано-Франківської області
- Русилівські водоспади — Бучацький район Тернопільської області
- Су-Учкан — Кримський півострів
- Ілемнянський водоспад — с. Ілемня, Рожнятівський район, Івано-Франківська область
- Шипіт — Міжгірський район, Закарпатська область
- Буковинські водоспади — Путильський район Чернівецької області, біля с. Розтоки
- Скрунтар — с. Закерничне, Рожнятівський район, Івано-Франківська область
- Під Комином Верхній — c. Пороги, Богородчанський район, Івано-Франківська область
- Волійці — с. Черганівка, Косівський район, Івано-Франківська область
- Кобилецький Гук — смт Кобилецька Поляна, Рахівський район, Закарпатська область
- Делівські водоспади — с. Делева, Тлумацький район, Івано-Франківська область
- Дарваївські водоспади — с. Кропивник, Калуський район, Івано-Франківська область
- Кашицький — біля с. Яворів, Косівський район, Івано-Франківська область
- Тарничин — біля с. Костилівка, Рахівський район, Закарпатська область
- Іваниха — с. Великий Рожин, Косівський район, Івано-Франківська область

## Світлини та відео

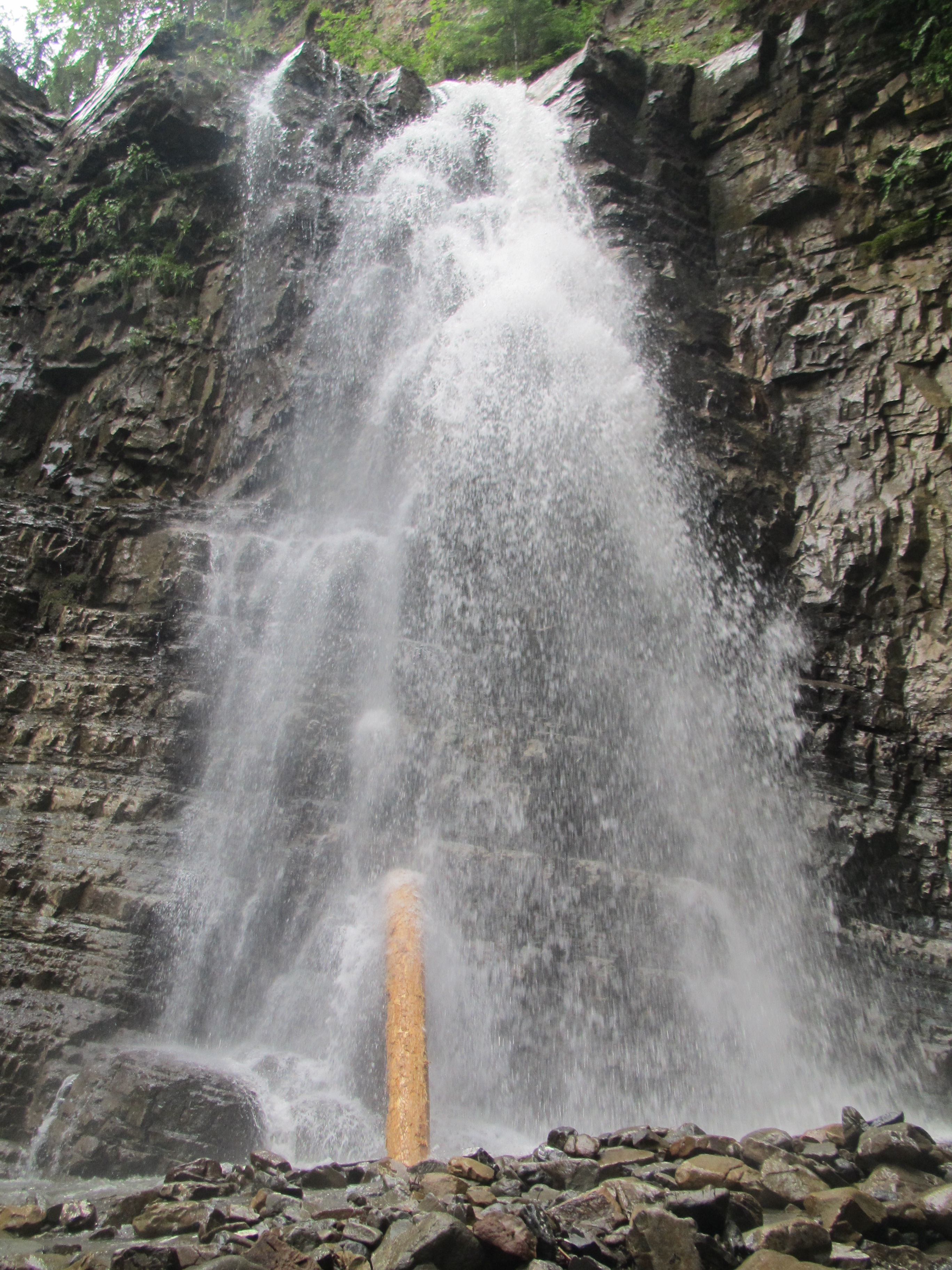
Манявський водоспад
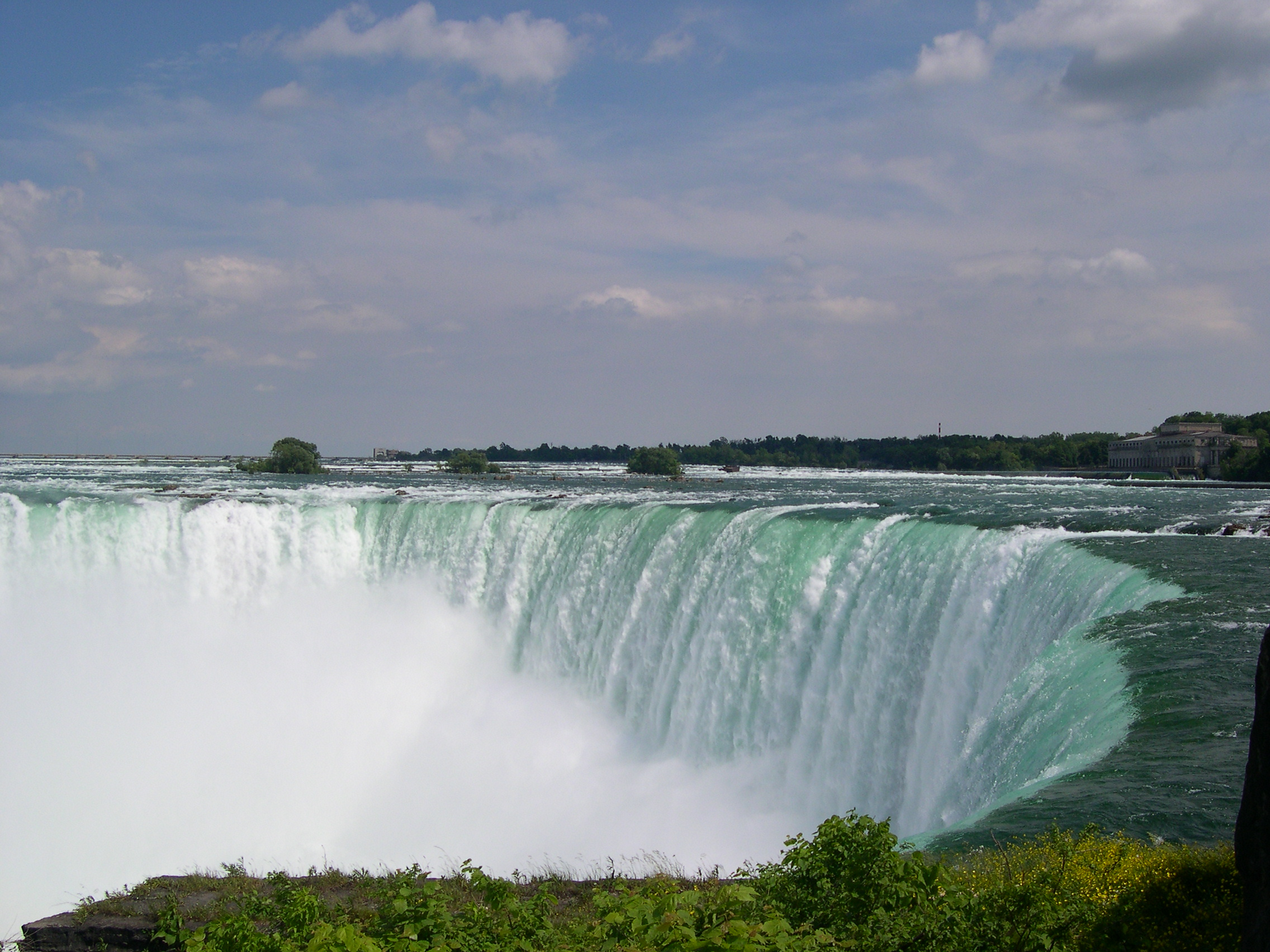
Ніагарський водоспад (США і Канада)
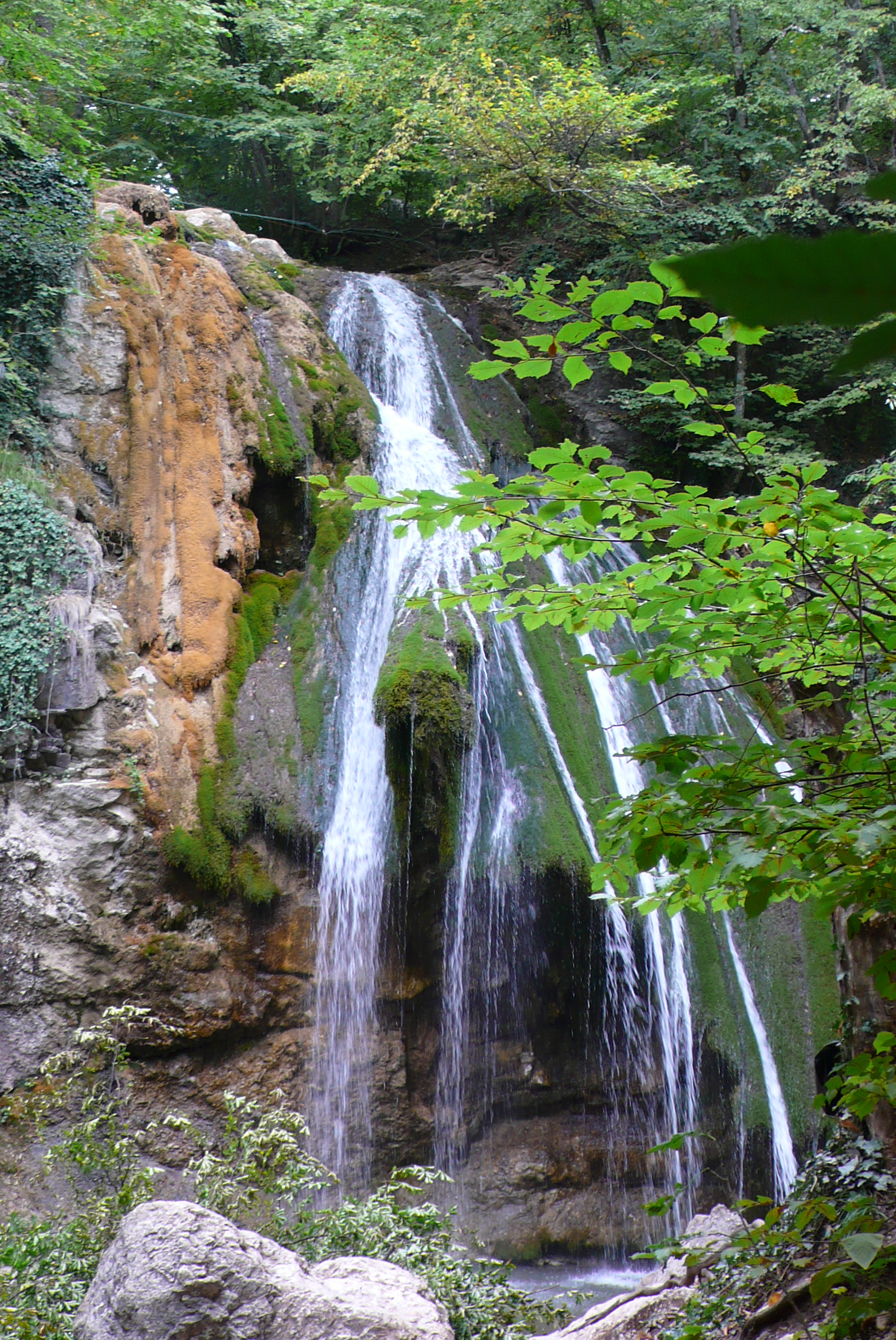
Водоспад Джур-Джур
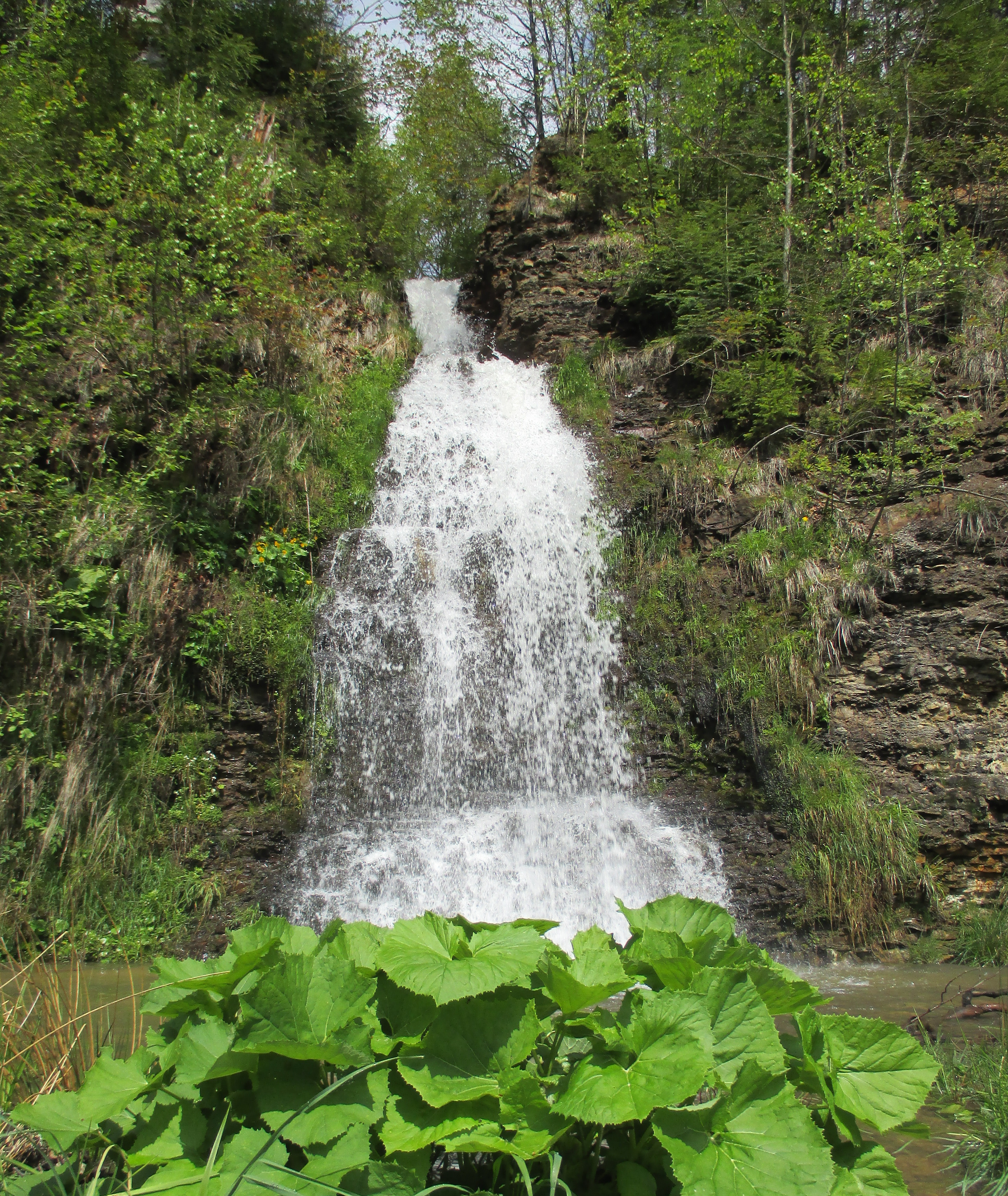
Ілемнянський водоспад
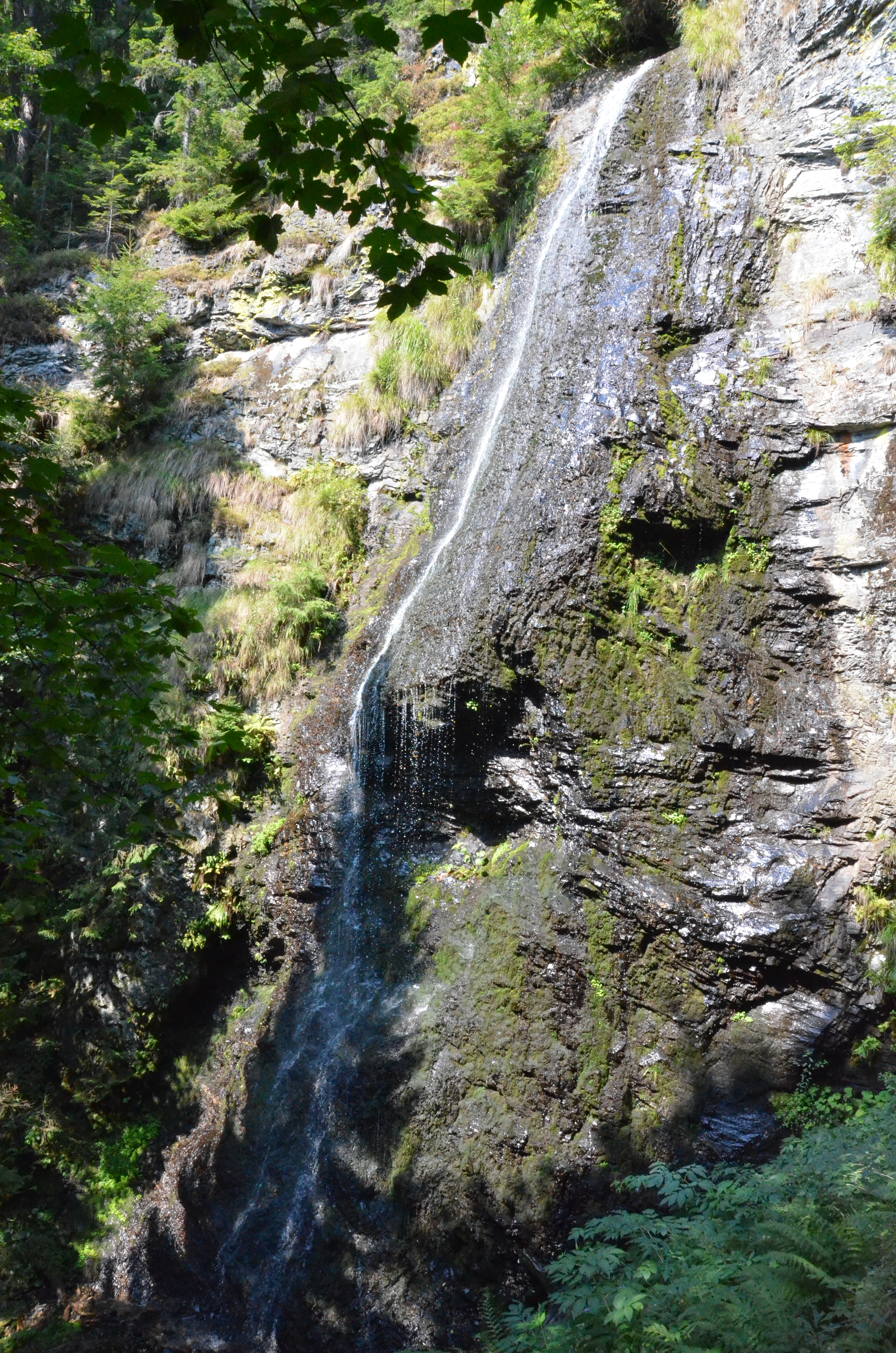
Ялинський водоспад
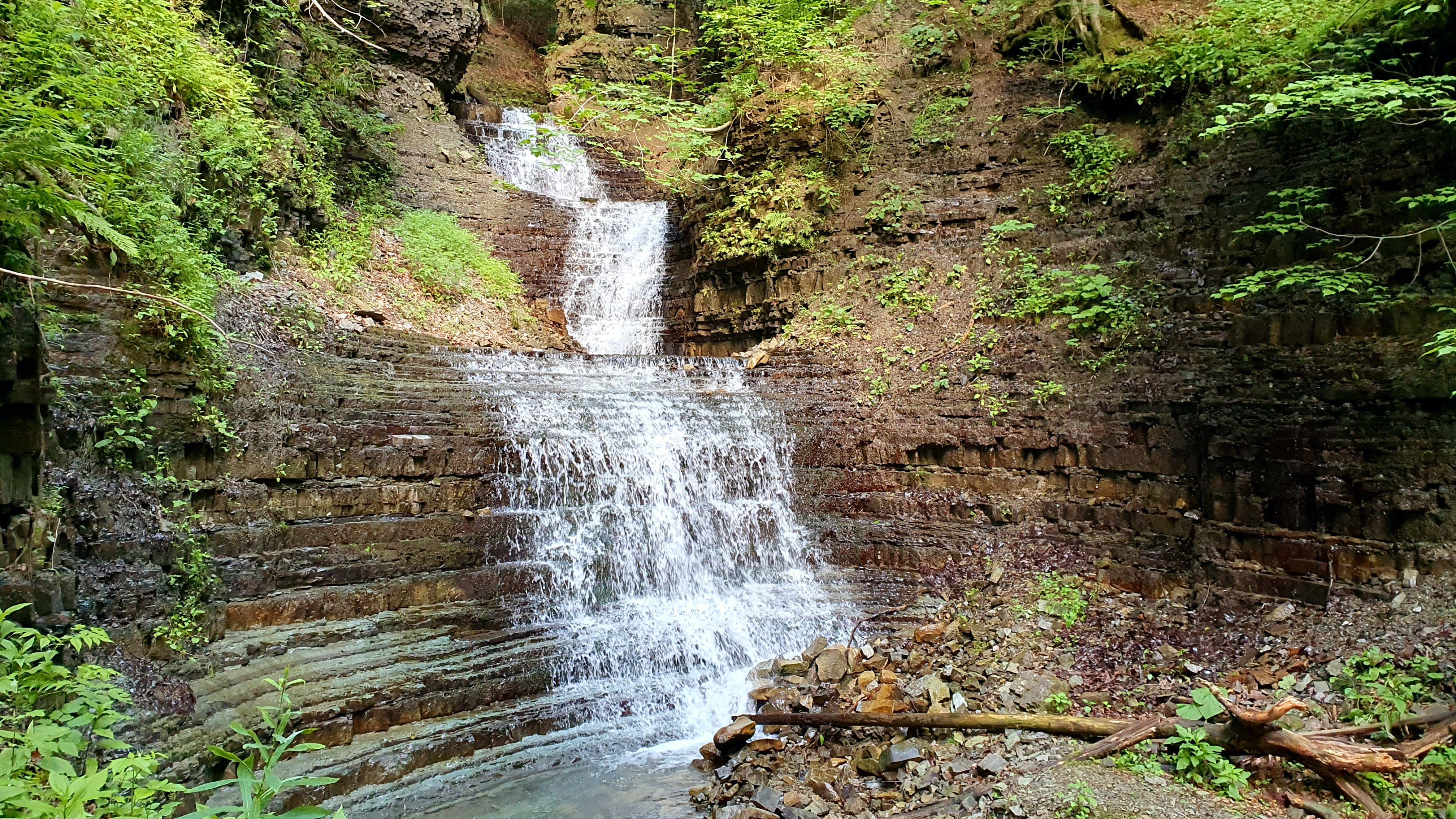
Під Комином Верхній
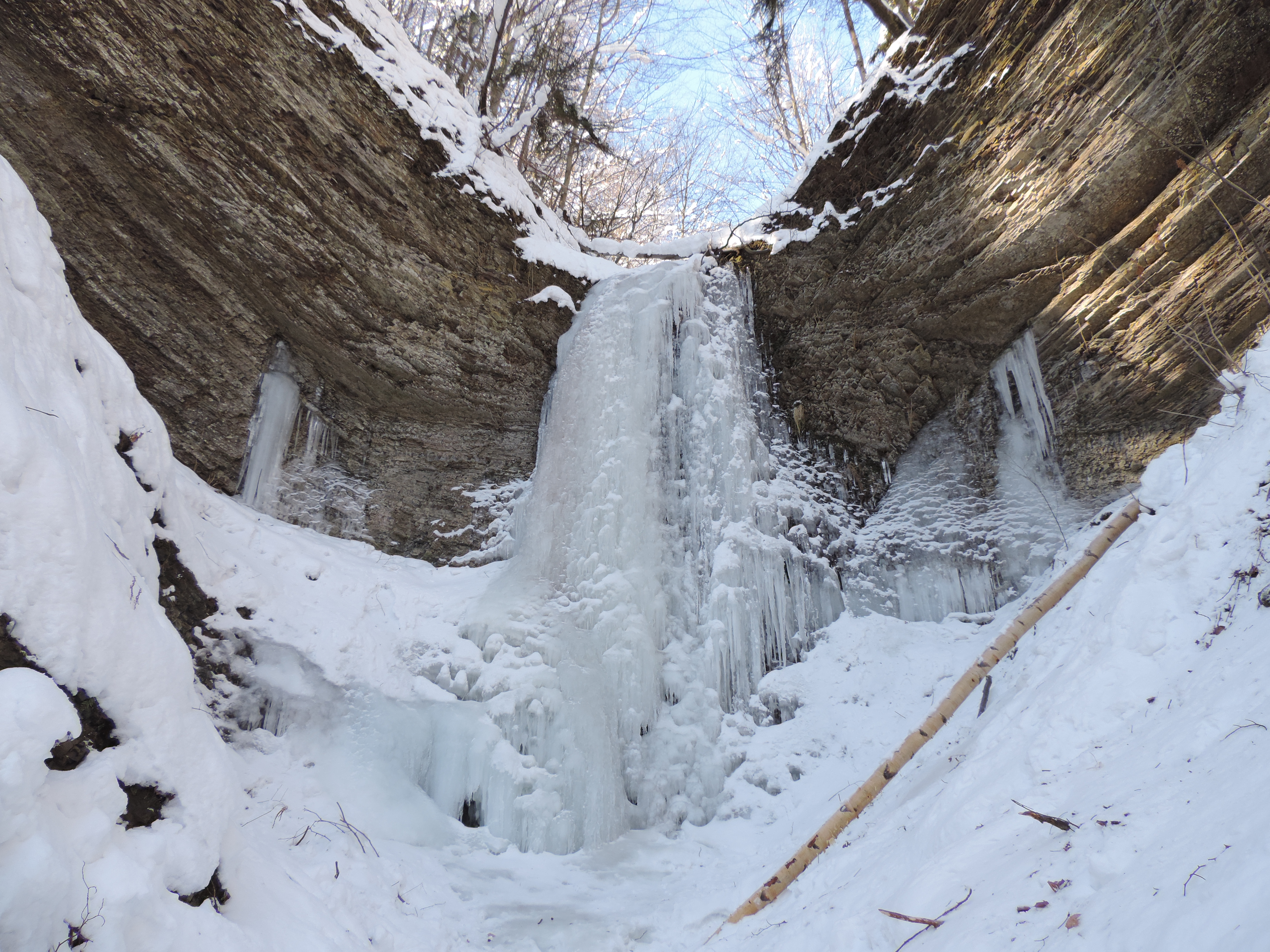
Водоспад Скрунтар
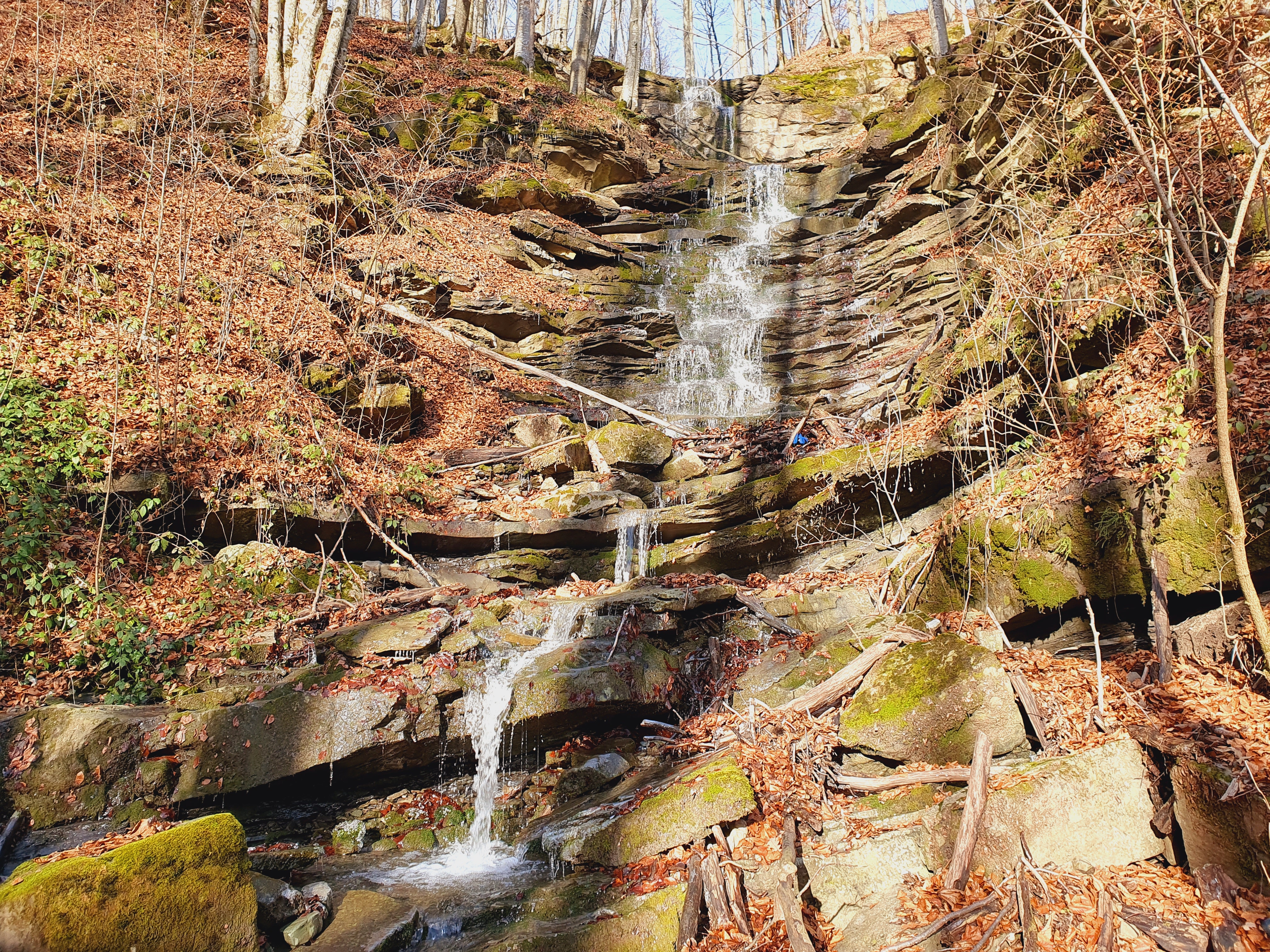
Кобилецький Гук
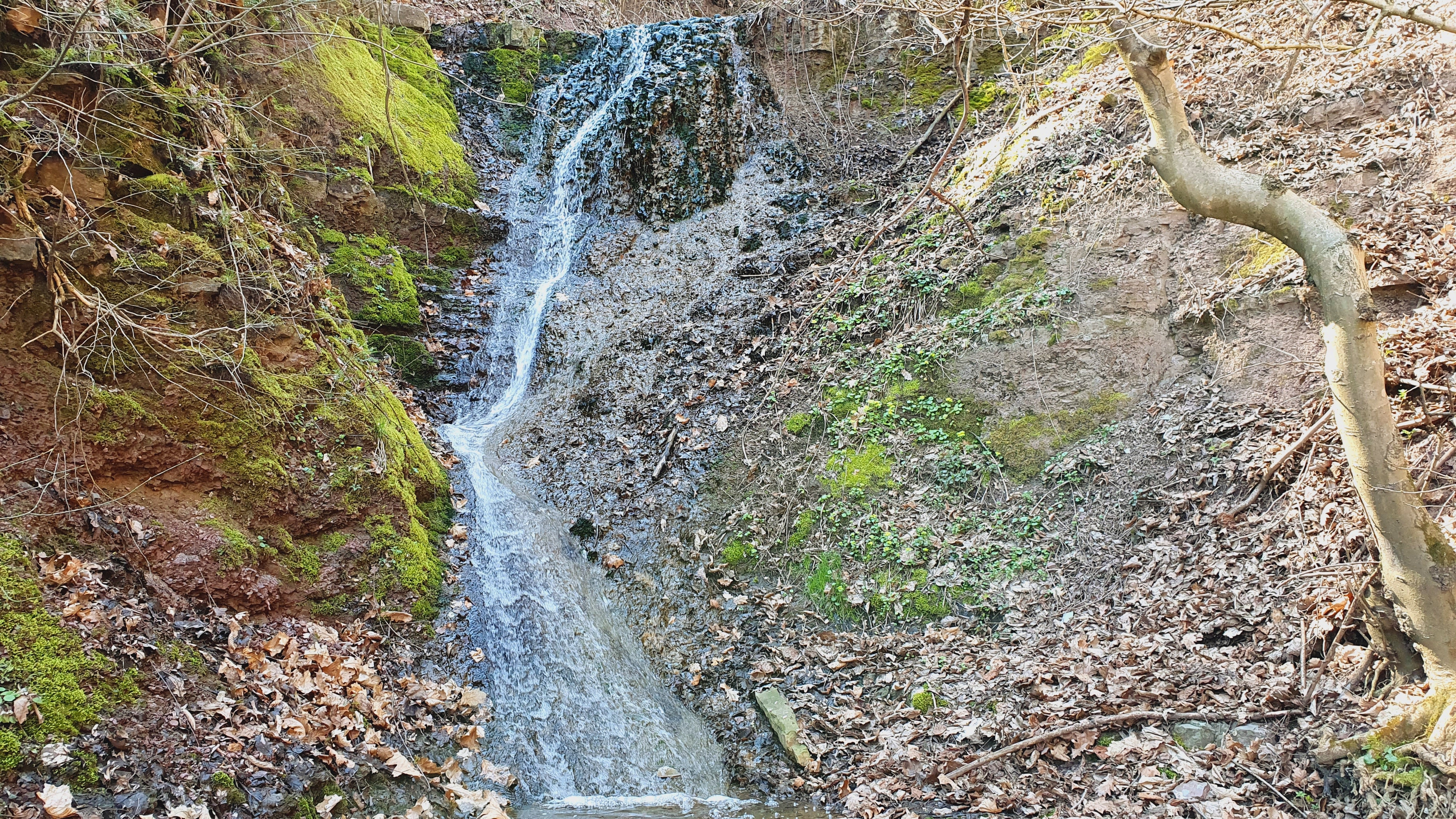
Один з Делівських водоспадів
- Кам'яний
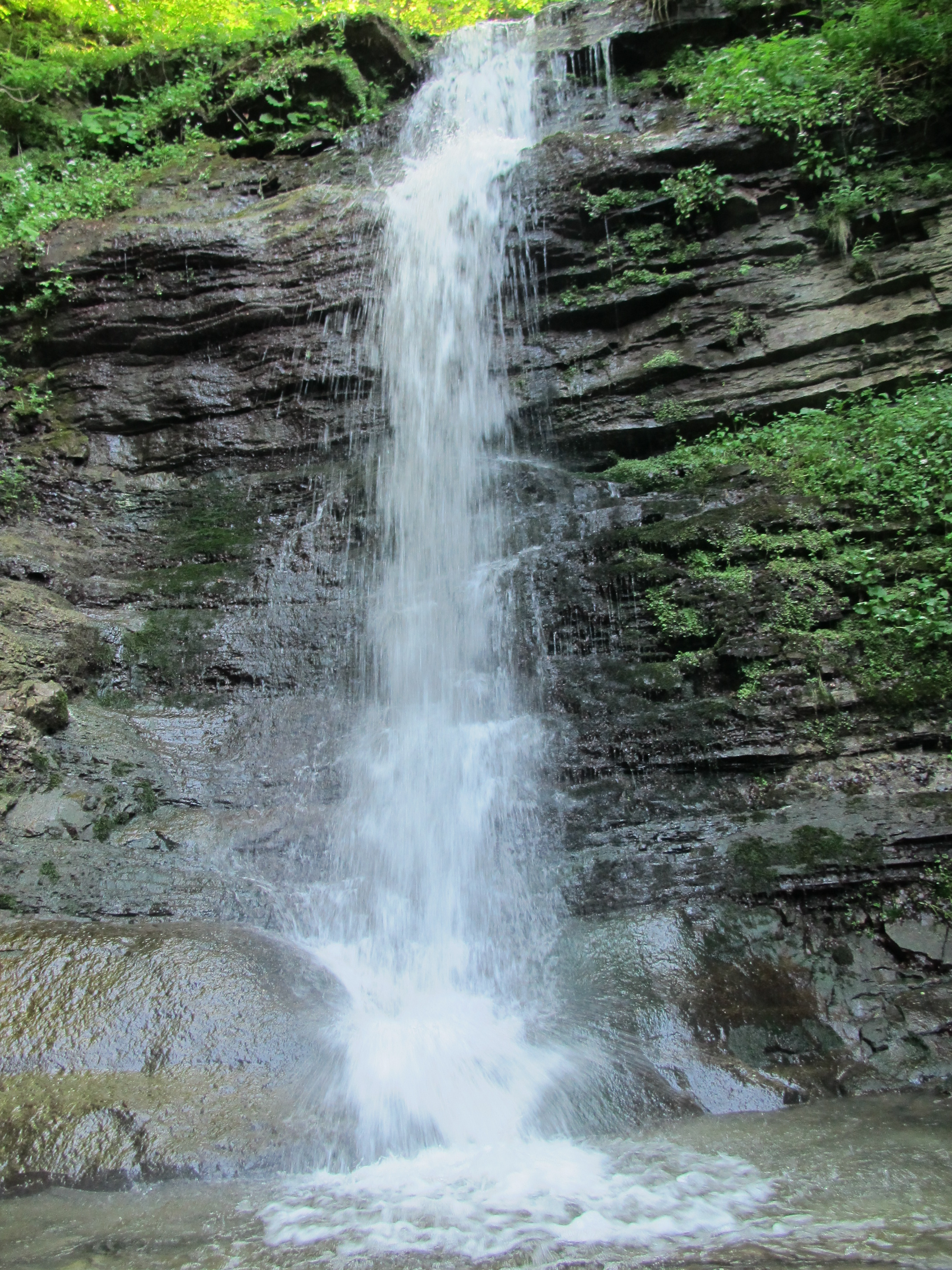
Лазний
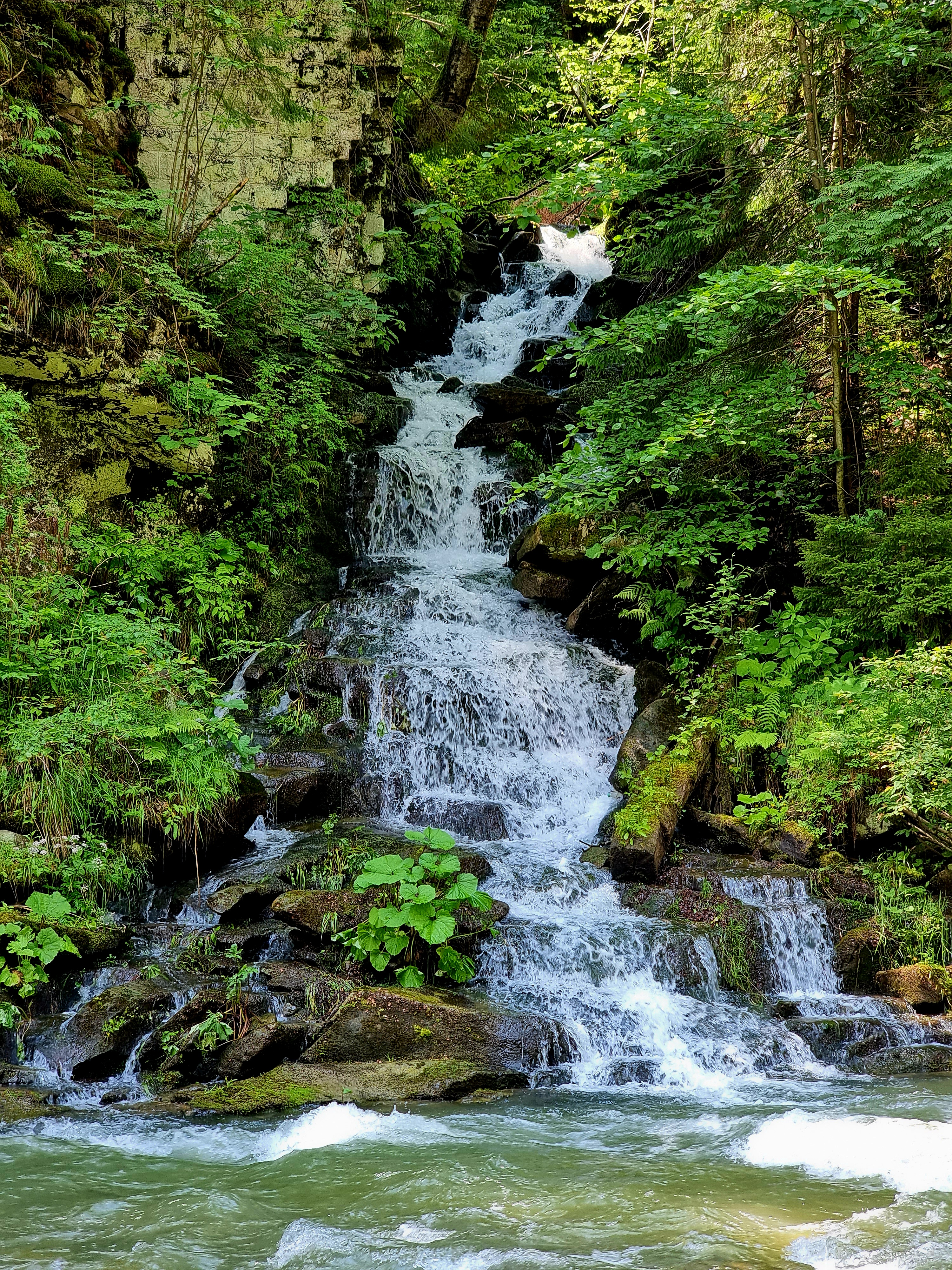
Соколовий
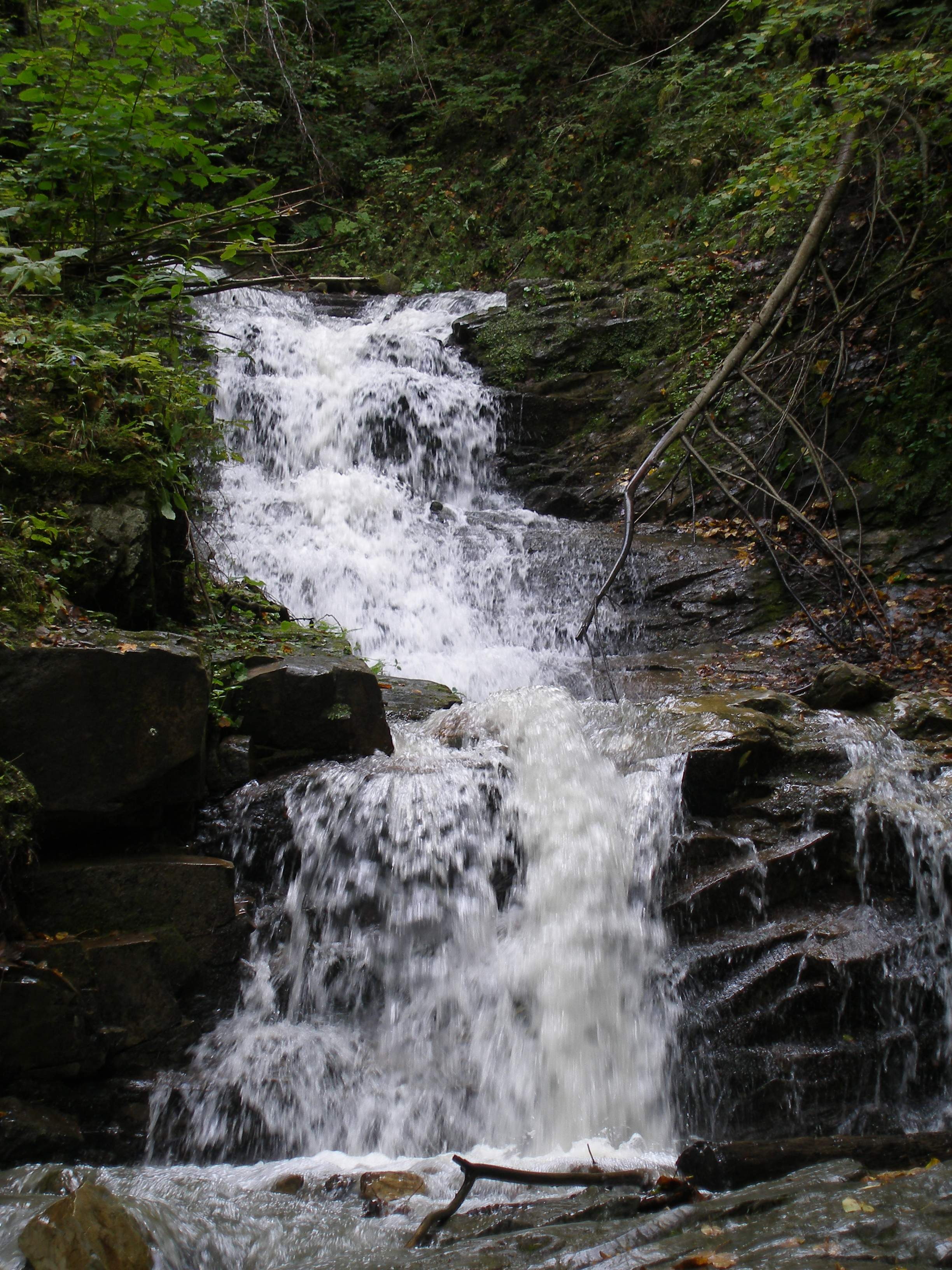
Чемернарський Гук
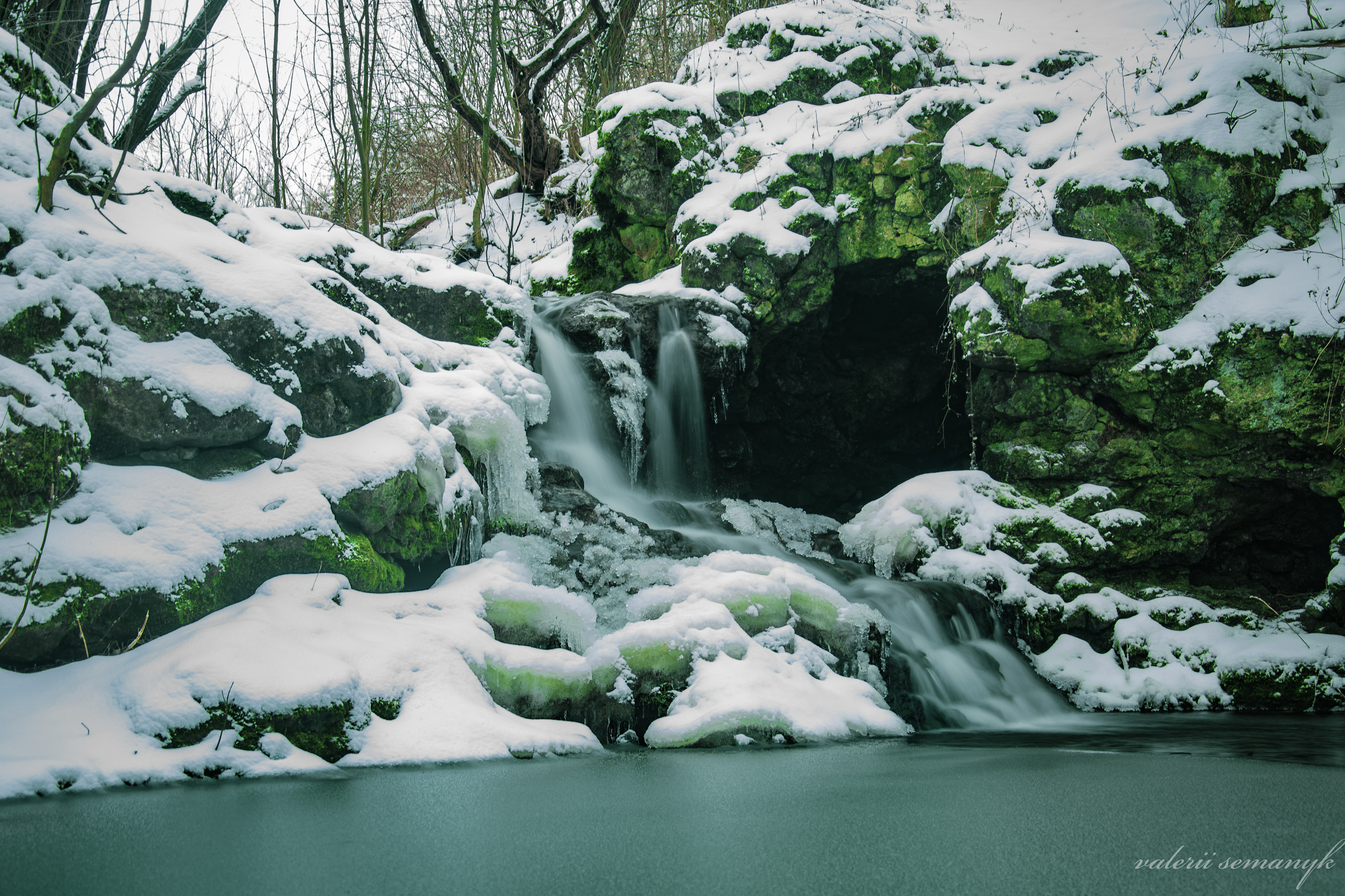
Кельменецька Бульбона
- Кізя

## Цікаво
- Шторм Десмонд, який вирував у Англії та Шотландії 2015 р., змусив водоспад у національному парку Пік-Дистрикт рухатися в зворотньому напрямку. Через пориви вітру, які сягали до 113 км на годину, вода, яка мала б спадати зі скелі, натомість піднімалася у повітря. І там просто перетворювалася на пил.[6]